# Список об'єктів Світової спадщини ЮНЕСКО в Ірані
У списку об'єктів Світової спадщини ЮНЕСКО в Ірані станом на 2018 рік налічується 23 об'єкти: 22 культурного і 1 природного типу.

## Список
У цій таблиці об'єкти розташовані в порядку їх додавання в список Світової спадщини ЮНЕСКО в Ірані в порядку їх включення до списку.
| №  | Зображення | Назва | Місцеположення                                                           | Тип        | Час створення                          | Час внесення до списку | №                                                   | Критерії           |
| -- | ---------- | --- | ------------------------------------------------------------------------ | ---------- | -------------------------------------- | ---------------------- | --------------------------------------------------- | ------------------ |
| 1  |            | Стародавнє місто Чога-Занбіль | Остан Хузестан                                                           | Культурний | XIII ст. до н. е.                      | 1979                   | 113 [Архівовано 26 грудня 2018 у Wayback Machine.]  | iii, iv            |
| 2  |            | Стародавнє місто Персеполь | Остан Фарс                                                               | Культурний | 518 до н. е.                           | 1979                   | 114 [Архівовано 26 грудня 2018 у Wayback Machine.]  | i, iii, vi         |
| 3  |            | Площа Мейдан-Імам у місті Ісфахан | Остан Ісфахан                                                            | Культурний | XV—XVII століття                       | 1979                   | 115 [Архівовано 26 грудня 2018 у Wayback Machine.]  | i, v, vi           |
| 4  |            | Стародавнє місто Тахт-е Солейман | Остан Західний Азербайджан                                               | Культурний | —                                      | 2003                   | 1077 [Архівовано 26 грудня 2018 у Wayback Machine.] | i, ii, iii, iv, vi |
| 5  |            | Стародавнє місто Пасаргади | Остан Фарс                                                               | Культурний | VI століття до н. е.                   | 2004                   | 1106 [Архівовано 26 грудня 2018 у Wayback Machine.] | i, ii, iii, iv     |
| 6  |            | Бам та його культурний ландшафт | Остан Керман                                                             | Культурний | VI—IV століття                         | 2004                   | 1208 [Архівовано 26 грудня 2018 у Wayback Machine.] | ii, iii, iv, v     |
| 7  |            | Мавзолей Сольтаніє | Остан Зенджан                                                            | Культурний | 1302–1312                              | 2005                   | 1188 [Архівовано 26 грудня 2018 у Wayback Machine.] | ii, iii, iv        |
| 8  |            | Археологічний об'єкт у Бісотуні | Остан Керманшах                                                          | Культурний | Після 521 р. до н. е.                  | 2006                   | 1222 [Архівовано 26 грудня 2018 у Wayback Machine.] | іі, ііі            |
| 9  |            | Вірменські монастирські комплекси Ірану * Монастир Святого Тадея * Монастир Святого Стефана * Монастир Дзор Дзор * Церква Богородиці (Дарашамб) | Остани Західний Азербайджан та Східний Азербайджан                       | Культурний | VI ст. до н. е. — XVII століття        | 2008                   | 1262 [Архівовано 26 грудня 2018 у Wayback Machine.] | ii, iii, vi        |
| 10 |            | Гідравлічна система у Шуштарі | Остан Хузестан                                                           | Культурний | V ст. до н. е.                         | 2009                   | 1315 [Архівовано 26 грудня 2018 у Wayback Machine.] | i, ii, v           |
| 11 |            | Ханака та святилища шейха Сафі аль-Дін в Ардебілі                                                                                               | Остан Ардебіль                                                           | Культурний | XVI—XVIII століття                     | 2010                   | 1345 [Архівовано 3 квітня 2019 у Wayback Machine.]  | i, ii, iv          |
| 12 |            | Споруди базару в Тебризі | Остан Східний Азербайджан                                                | Культурний | —                                      | 2010                   | 1346 [Архівовано 11 травня 2019 у Wayback Machine.] | ii, iii, iv        |
| 13 |            | Перські сади | Остан Ісфаган                                                            | Культурний | VI ст. до н. е.                        | 2011                   | 1372 [Архівовано 26 грудня 2018 у Wayback Machine.] | i, ii, iii, iv, vi |
| 14 |            | П'ятнична мечеть в Ісфагані | Остан Ісфаган                                                            | Культурний | 841                                    | 2012                   | 1397 [Архівовано 26 грудня 2018 у Wayback Machine.] | ii                 |
| 15 |            | Башта Гонбад-е-Габус | Остан Голестан                                                           | Культурний | 1006                                   | 2012                   | 1398 [Архівовано 26 грудня 2018 у Wayback Machine.] | i, ii, iii, iv     |
| 16 |            | Палац Голестан | Остан Тегеран                                                            | Культурний | XVI століття                           | 2013                   | 1422 [Архівовано 26 грудня 2018 у Wayback Machine.] | i, ii, iii, iv     |
| 17 |            | Шахрі-Сухте | Найближче місто: Заболь Остан: Сістан і Белуджистан                      | Культурний | IV тисячоліття до н. е.                | 2014                   | 1456 [Архівовано 26 грудня 2018 у Wayback Machine.] | ii, iii, iv        |
| 18 |            | Культурний ландшафт Майманду | Остан: Керман                                                            | Культурний | —                                      | 2015                   | 1423 [Архівовано 6 квітня 2019 у Wayback Machine.]  | v                  |
| 19 |            | Сузи | Остан: Хузестан                                                          | Культурний | V тисячоліття до н. е. — XIII століття | 2015                   | 1455 [Архівовано 8 липня 2018 у Wayback Machine.]   | i, ii, iii, iv     |
| 20 |            | Пустеля Лут | Остани: Керман, Систан і Белуджистан                                     | Природний  | —                                      | 2016                   | 1505 [Архівовано 6 квітня 2019 у Wayback Machine.]  | vii, viii          |
| 21 |            | Іранські канати | Остани: Єзд, Ісфаган, Керман, Меркезі, Південний Хорасан, Хорасан-Резаві | Культурний | —                                      | 2016                   | 1506 [Архівовано 11 квітня 2019 у Wayback Machine.] | iii, iv            |
| 22 |            | Історичне місто Єзд | Остани: Єзд                                                              | Культурний |                                        | 2017                   | 1544 [Архівовано 12 травня 2019 у Wayback Machine.] | iii, v             |
| 23 |            | Архітектурні пам'ятки Сасанидів у Фарському регіоні                                                                                             | Остани: Фарс                                                             | Культурний | III—VII століття                       | 2018                   | 1568 [Архівовано 12 липня 2018 у Wayback Machine.]  | ii, iii, v         |